# 1252 dans les croisades
- Mamelouks :  Chajar ad-Durr, Al-Muizz Izz ad-Dîn Aybak

Cette page regroupe les évènements concernant les Croisades qui sont survenus en 1252 :
- 23 janvier : Mort d'Isabelle, reine d'Arménie[1].
- décembre : Bohémond VI, prince d'Antioche en appelle à Saint-Louis pour qu'il mette fin à la régence de sa mère Lucienne de Segni[2].